# Londyńskie Towarzystwo Zoologiczne

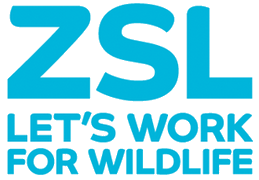
Logo towarzystwa

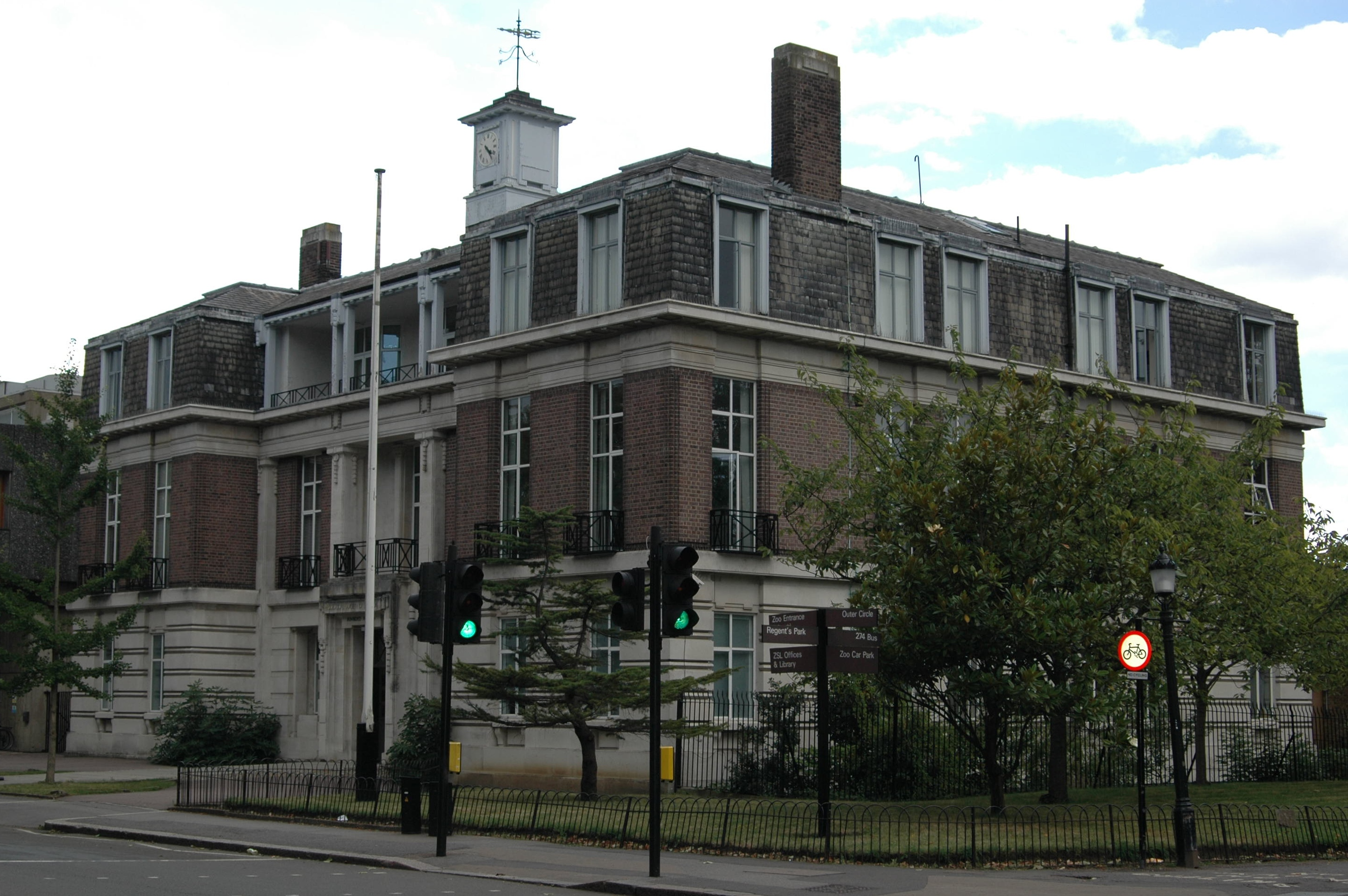
Budynek główny Zoological Society of London

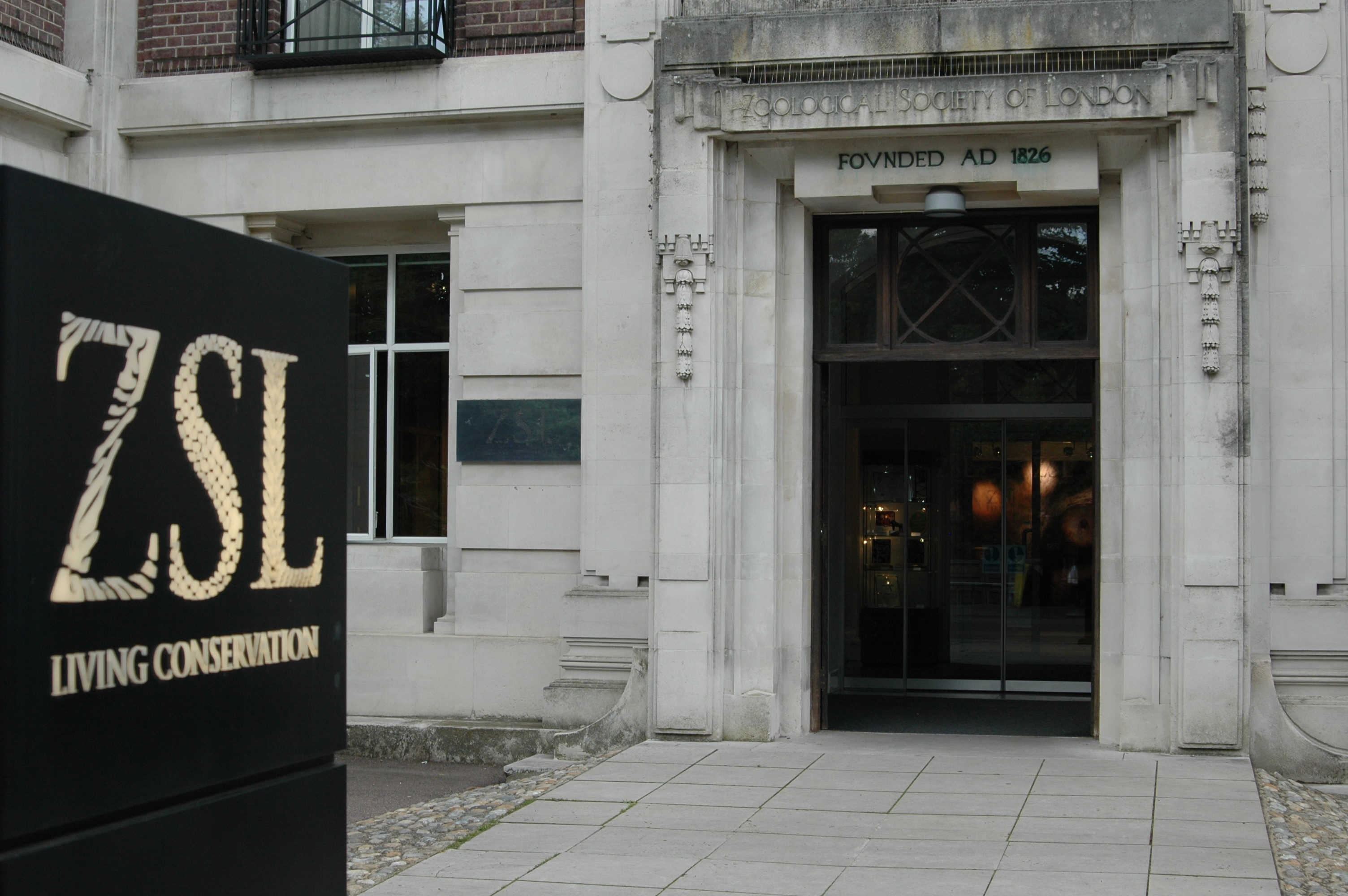
Wejście do głównego budynku Zoological Society of London (ZSL)

Londyńskie Towarzystwo Zoologiczne (ang. Zoological Society of London, ZSL) – towarzystwo naukowe założone w Londynie w kwietniu 1826 przez grupę arystokratów, przyrodników i duchownych anglikańskich, byli wśród nich: Thomas Stamford Raffles, Henry Petty-Fitzmaurice, markiz Lansdowne, hrabia Auckland, Humphry Davy, Robert Peel, baronet, Nicholas Aylward Vigors i wielebny William Kirby.
Stamford Raffles był pierwszym prezesem i prezydentem towarzystwa; zmarł wkrótce po jego założeniu w lipcu 1826. Jego następcą został markiz Lansdowne, który nadzorował budowę pierwszych domów zwierząt, na działce w Regent’s Park, która została uzyskana od Korony Brytyjskiej na posiedzeniu inauguracyjnym.

## Historia
Zoological Society of London zostało założone przez wielu wybitnych naukowców, którzy czuli potrzebę utworzenia organizacji. Royal Society, „szanowany rodzic wszystkich naszych towarzystw naukowych”, zostało ufundowane, by kłaść nacisk na nauki fizyczne, co doprowadziło do ustanowienia Linnean Society of London w roku 1788, przez dr (od 1814 roku) Jamesa Edwarda Smitha, młodego przyrodnika z Norwich. Jej cel został określony jako „kultywacja nauki historii naturalnej we wszystkich swoich oddziałach, a szczególnie historii naturalnej Wielkiej Brytanii i Irlandii”.
Celem Towarzystwa było stworzenie kolekcji zwierząt do badania w wolnym czasie, swojego rodzaju muzeum połączonego z biblioteką. W kwietniu 1828 otwarto dla użytkowników ogród zoologiczny. W 1831 roku król Wilhelm IV zaprezentował Towarzystwu Zoologicznemu królewską menażerię, a w 1847 roku zostało dopuszczone do publicznego finansowania, a londyńczycy szybko ochrzcili ogród zoologiczny jako „zoo”. London Zoo szybko stało się najbardziej obszerną kolekcją zwierząt na świecie.
Na początku XX wieku, koniecznym stało się utrzymanie i badanie dużych zwierząt w warunkach bardziej przypominających środowisko naturalne. Peter Mitchell Chalmers (sekretarz Towarzystwa w latach 1903–1935) stworzył wizję nowego parku położonego nie więcej niż 110 km od Londynu, a zatem dostępnego dla społeczeństwa, a zarazem o wielkości co najmniej 200 akrów (0,81 km²).
W 1926 roku, wykorzystując rolnicze obniżenie, znaleziono idealne miejsce: Hall Farm, niedaleko osady Whipsnade village o powierzchni niemal 600 ha na Chiltern Hills. Towarzystwo zakupiło gospodarstwo w grudniu 1926 za 13.480£. W 1928 roku do nowego Whipsnade Park przybyły pierwsze zwierzęta – dwa bażanty diamentowe, bażant złocisty i pięć osobników kura bankiwa. Wkrótce po tym przybyły kolejne zwierzęta, w tym między innymi: mundżaki, lamy, wombaty, czy skunksy. W 1931 Whipsnade Park został otwarty dla zwiedzających jako pierwszy na świecie otwarty park zoologiczny.
W latach 1960–1961, Lord Zuckerman, sekretarz Towarzystwa, zebrał fundusze od dwóch fundacji medycznych i założył kompleks laboratoriów – Institute of Zoology (Instytut Zoologii), gdzie naukowcy będą zatrudnieni przez Towarzystwo prowadzą badania naukowe.
Obecnie Zoological Society of London jest międzynarodową organizacją współpracy naukowej, edukacyjnej i przyrodniczej. Jego kluczowym zadaniem jest ochrona zwierząt i ich siedlisk. Towarzystwo patronuje angielskim ogrodom zoologicznym: ZSL London Zoo oraz ZSL Whipsnade Zoo, a także planowanemu akwarium o nazwie „Biota!”. Prowadzi również badania naukowe w Instytucie Zoologii i jest aktywnie zaangażowane w działania na rzecz ochrony przyrody w wielu krajach na całym świecie. Towarzystwo wydawało Zoological Record (ZR) od 1864 do 1980, kiedy to ZR został przeniesiony do serwisu BIOSIS. Towarzystwo publikuje także Journal of Zoology od 1830 roku. Patronem Towarzystwa jest Jej Wysokość Królowa Elżbieta II.

## Publikacje
Towarzystwo publikowało Proceedings of the Zoological Society of London (pol.: Sprawozdania Zoological Society of London) od około 1833 r. Obecnie czasopismo ukazuje się pod tytułem Journal of Zoology.

## Członkowie honorowi
Towarzystwo przyznaje także tytuł członka honorowego:
- 2007 John Beddington
- 2006 John Lawton
- 2005 John Krebs, baron Krebs, Katherine Ralls, Brian Heap
- 2004 Martin Holdgate
- 2003 Brian Follett
- 2002 Robert McNeill Alexander
- 2002 William G. Conway
- 2001 Patrick Bateson
- 1999 Robert May
- 1998 David Attenborough
- 1997 Miriam Rothschild
- 1996 John Maynard Smith
- 1992 Edward O. Wilson
- 1991 cesarz Akihito
- 1990 Knut Schmidt-Nielsen
- 1988 Milton Thiago de Mello
- 1984 Ernst Mayr
- 1977 Filip książę Edynburga
- 1975 Jean Anthony, Jean Dorst

## Rada
Rada jest organem zarządzającym Zoological Society of London. Składa się z 15 członków Rady, pod kierownictwem prezydenta, a prowadzona jest przez sekretarza i skarbnika. Członkowie Rady są powiernikami Towarzystwa i służą do pięciu lat.

## Prezydenci
Posada prezydenta ma charakter wolontariatu, a jego rolą jest przewodzenie Radzie Towarzystwa:
- Thomas Stamford Raffles (1826)
- Henry Petty-Fitzmaurice, markiz Lansdowne (1827–1831)
- Edward Smith-Stanley, hrabia Derby (1831–1851)
- książę Albert (1851–1862)
- George Clerk, baronet (1862–1868)
- Arthur Hay, markiz Tweeddale (1868–1878)
- William H. Flower (1879–1899)
- Herbrand Arthur Russell, książę Bedford (1899–1936)
- Richard William Alan Onslow, hrabia Onslow (1936–1942)
- Henry Gascoyne Maurice (1942–1948)
- Edward Cavendish, książę Devonshire (1948–1950)
- Alan Brooke, wicehrabia Alanbrooke (1950–1954)
- Landsborough Thomson (1954–1960)
- Filip książę Edynburga (1960–1977)
- Solly Zuckerman, baron Zuckerman (1977–1984)
- William MacGregor Henderson (1984–1989)
- Avrion Mitchison (1989–1992)
- John Chapple (1992–1994)
- Martin Holdgate (1994–2004)
- Patrick Bateson (2004-obecnie)

## Sekretarze
Poniższa lista prezentuje osoby piastujące stanowisko Sekretarza Towarzystwa:
- Nicholas Aylward Vigors (1826–1833)
- Edward Turner Bennett (1833–1836)
- William Yarrell (1836–1838)
- John Barlow (1838–1840)
- William Ogilby (1840–1847)
- David William Mitchell (1847–1859)
- Philip Lutley Sclater (1859–1902)
- William Lutley Sclater (1903)
- Peter Chalmers Mitchell (1903–1935)
- Julian Huxley (1935–1942)
- Sheffield Airey Neave (1942–1952)
- Anthony Chaplin, 3. wicehrabia Chaplin (1952–1955)
- Solly Zuckerman, baron Zuckerman (1955–1977)
- Ronald Henderson Hedley (1977–1980)
- Erasmus Darwin Barlow (1980–1982)
- John Guest Phillips (1982–1984)
- Richard M. Laws (1984–1988)
- Barry Albert Cross (1988–1992)
- R. McNeill Alexander (1992–1999)
- Paul H. Harvey (2000–obecnie)